# Dyacopterus
Dyacopterus é um gênero de morcegos da família Pteropodidae.

## Espécies
- Dyacopterus brooksi Thomas, 1920
- Dyacopterus spadiceus (Thomas, 1890)
- Dyacopterus rickarti Helgen et al., 2007